# Tempera
Ne pas confondre avec le tempura, plat japonais.

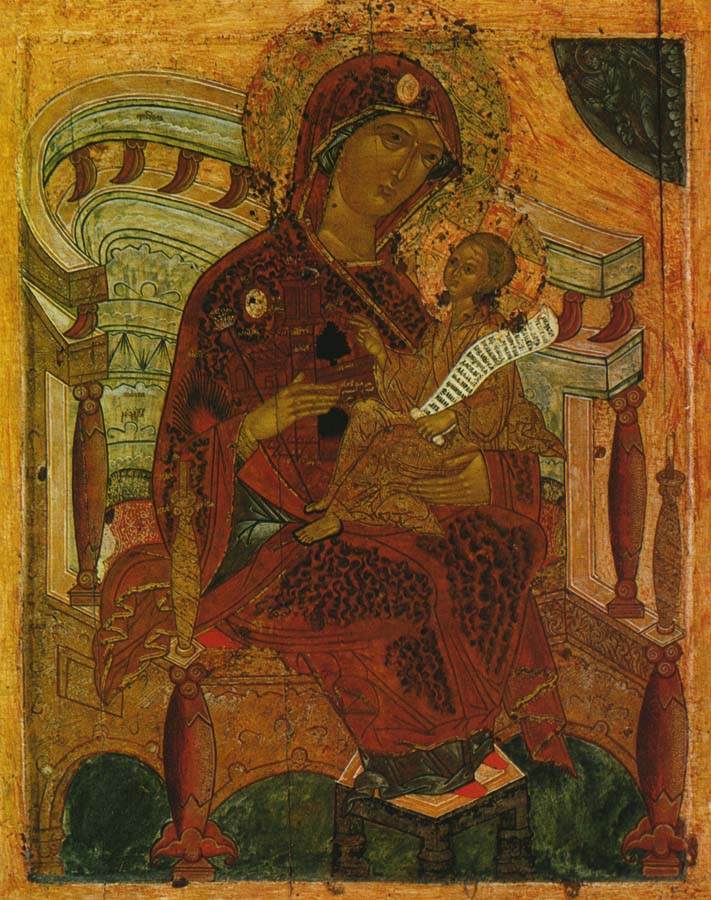
Tempera sur bois.

La tempera ou tempéra (du latin : temperare, « détremper ») est une technique de peinture fondée sur une émulsion diluable à l'eau, qu'elle soit grasse ou maigre : la peinture « a tempera » (ou « à tempera »). Pour préciser la nature de l'émulsion, on énonce simplement les composants : tempera à l'œuf, tempera grasse à la colle de peau, tempera à l'œuf et huiles en émulsion, etc.
Cette technique de peinture a longtemps suscité une certaine confusion, les uns confondant détrempe et tempera, les autres restreignant ce terme à la peinture à l'œuf ou à la graisse. Aujourd'hui, la tempera, évoquant l'idée d'émulsion, est parfois distinguée de la détrempe, peinture strictement aqueuse, mais incluant nécessairement un liant. Ce débat n’existe toutefois qu’en français, la plupart des autres langues utilisant le mot « tempera » quel que soit le liant.
Le terme « tempera » est également employé actuellement par quelques fabricants de peinture pour désigner la peinture ordinaire utilisée pour des affiches, qui est une forme bon marché de gouache (peinture à l'eau opaque) n'ayant rien à voir avec la véritable peinture à tempera, incluant une émulsion.

## Histoire
La tempera est une technique de peinture à l'eau très ancienne, utilisée notamment en Égypte antique, par les peintres d'icônes byzantines, et en Europe durant le Moyen Âge.
Le procédé original est celui d'une peinture  utilisant le jaune d'œuf, émulsion naturelle, ou l'œuf entier  comme médium pour lier les pigments. On l'utilise sur du plâtre ou sur des panneaux de bois recouverts de nombreuses couches de gesso, enduit à base de colle de collagène  et de carbonate de calcium dans le nord de l'Europe, ou sulfate de calcium dans le sud de l'Europe.
Quand la peinture à l'huile se développa vers la fin du Moyen Âge, jusqu'en 1500 la tempera continua encore à être employée pendant un certain temps en tant que sous-couche recouverte par un vernis à l'huile translucide ou transparent. Cette technique transitoire mixte fut suivie par une technique de peinture à l'huile pure, qui remplaça presque totalement la tempera au XVIe siècle. Cette technique était principalement utilisée pour des peintures religieuses.

## Galerie

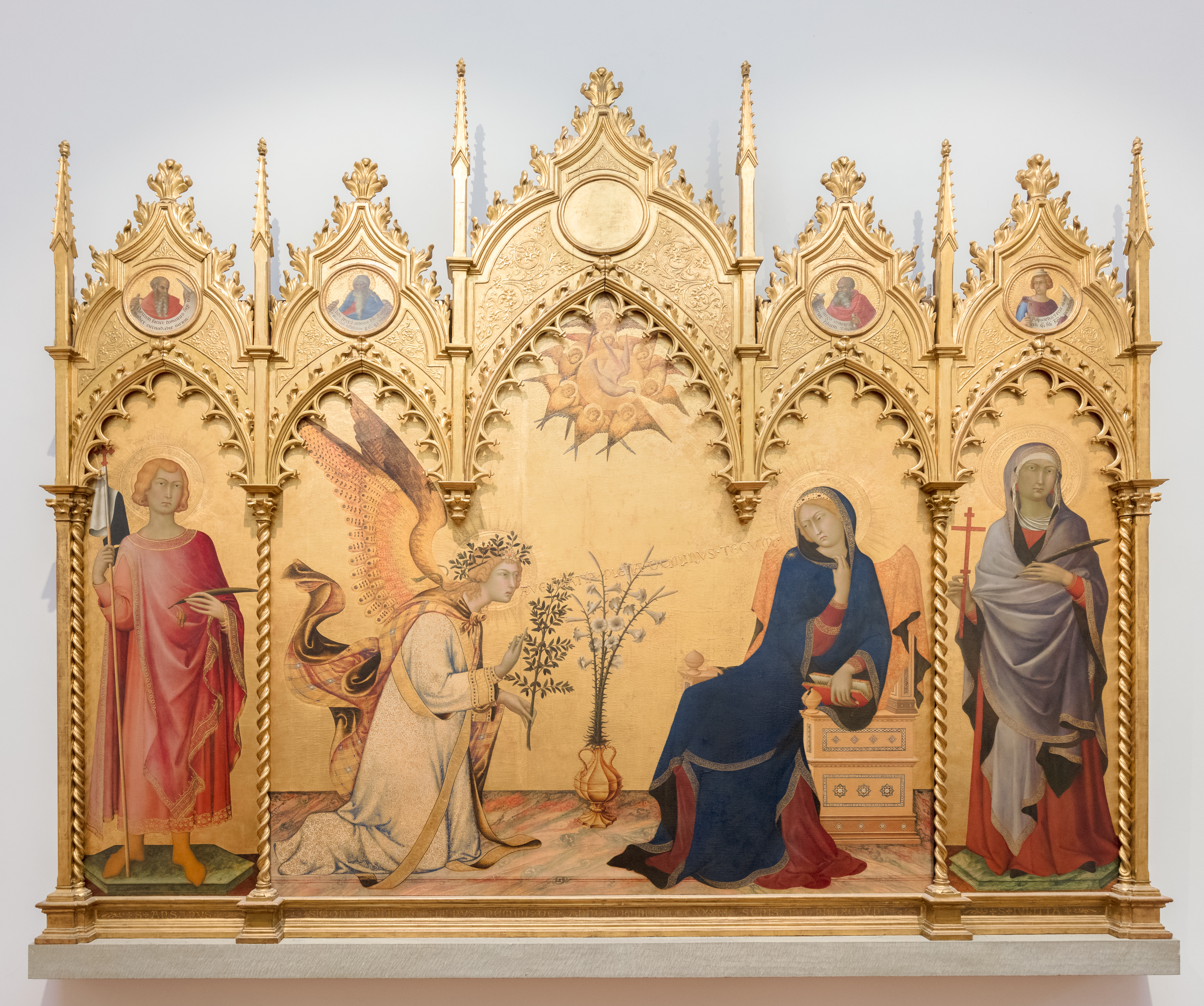
Simone Martini, L'Annonciation, Galerie des Offices, tempera sur bois.
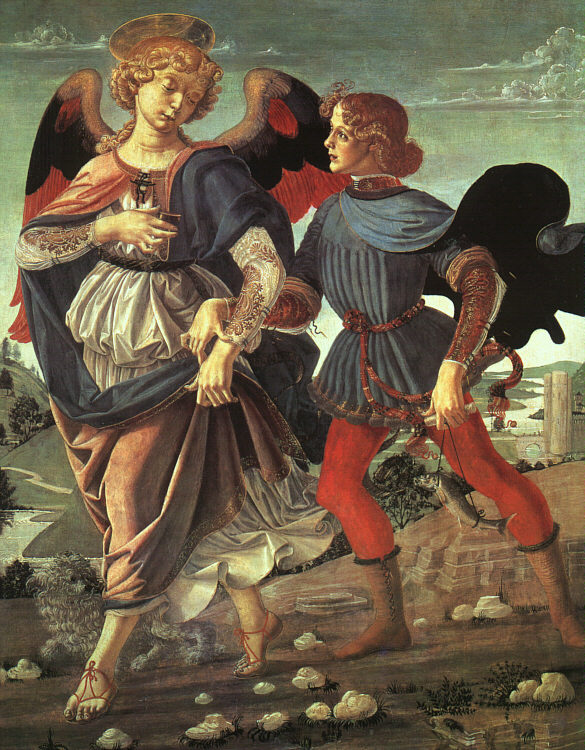
Andrea del Verrocchio, Tobie et l'Ange, 1470-1475, National Gallery, Londres, tempera.
Sandro Botticelli, La Naissance de Vénus, 1485, Galerie des Offices, Florence, tempera grasse.
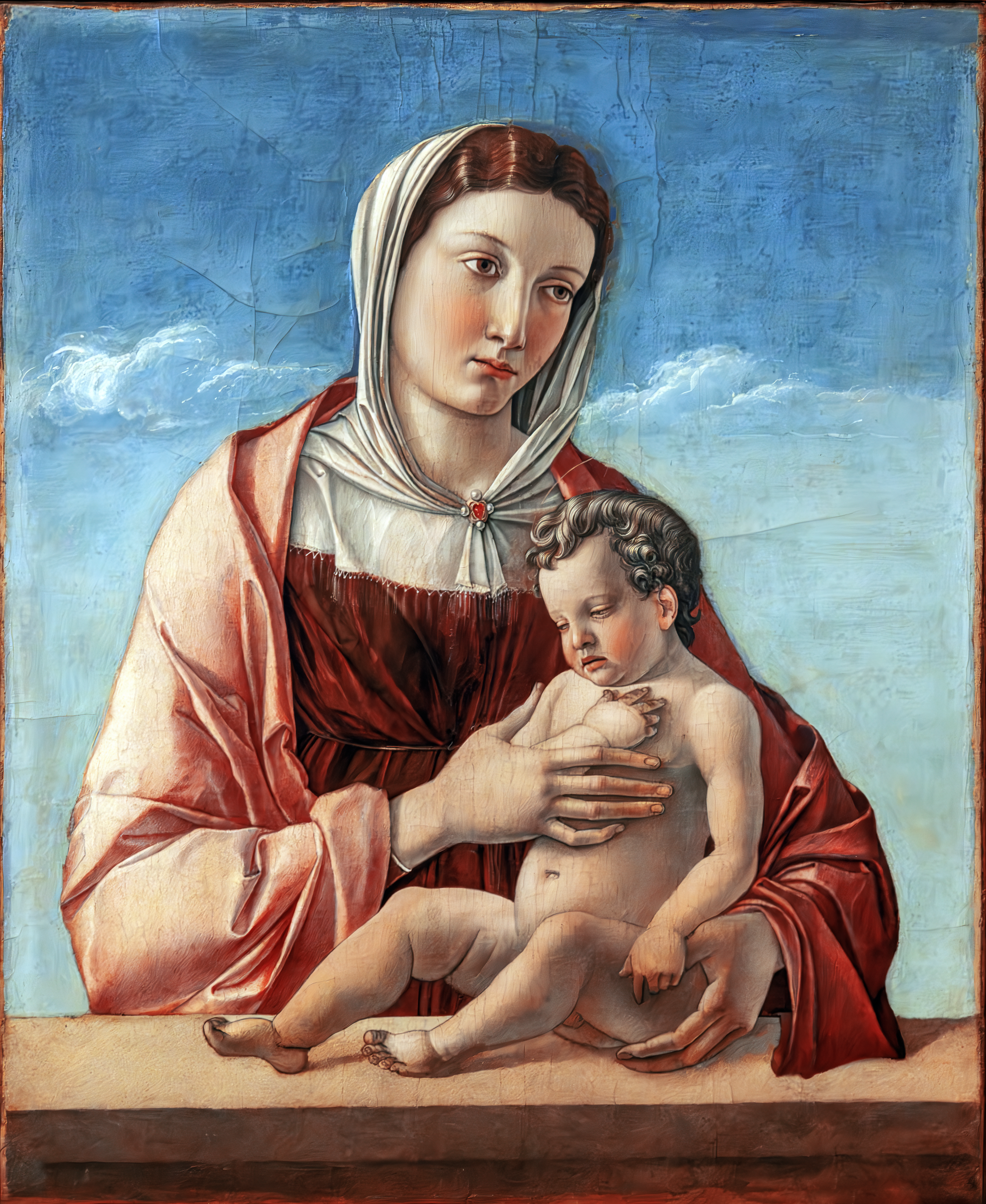
Madone Frizzoni, 1460-1464, Museo Correr, tempera transférée sur toile.